# Phycobiline

Die chromophore Gruppe von Phycocyanin, das Phycocyanobilin

Die chromophore Gruppe von Phycoerythrin, namens Phycoerythrobilin

Phycobiline sind Chromophore der Photosynthese, die bei Cyanobakterien, Glaucophyta, Cryptophyta und Rotalgen vorkommen. Ihr Name leitet sich aus der Ähnlichkeit zu den Gallenfarbstoffen, den Bilinen ab. Die wichtigsten Vertreter sind Phycocyanobilin (in Phycocyanin, blau) und Phycoerythrobilin (in Phycoerythrin, rot). Die entsprechenden Chromoproteine, die Phycobiliproteine, bestehen aus einem Proteinanteil und der chromophoren Gruppe, die ähnlich den Porphyrinderivaten (Chlorophyll und Hämoglobin) aus vier miteinander verbundenen Pyrrolringen bestehen, allerdings nicht in zyklischer, sondern in linearer Anordnung. Der Chromophor ist im Gegensatz zu Chlorophyllen und Carotinoiden kovalent an das Protein gebunden, also eine prosthetische Gruppe.
Die Phycobiline decken für die Photosynthese Wellenlängenbereiche ab, in denen das Chlorophyll nicht absorbiert. Die eingefangene Energie wird von Phycoerythrin gegebenenfalls auf Phycocyanin und von Phycocyanin auf das Chlorophyll übertragen. Dabei ist die Quanteneffizienz der Phycobiline sogar höher als die des Chlorophylls.
Mit Hilfe dieser akzessorischen Pigmente können Cyanobakterien ausgesprochene Schwachlichtbereiche besiedeln, wie beispielsweise die Unterseite von Flussgeröll oder die Tiefenschichten von Gewässern. Sie können dabei ferner die sogenannte Grünlücke der Chlorophyllabsorption nutzen.

## Vorkommen
Die Phycobiline kommen in folgenden Proteinen vor:
- Cyanobakterien: c-Phycoerythrin, c-Phycocyanin, Allophycocyanin und Phycoerythrocyanin
- Glaucophyta: c-Phycocyanin und Allophycocyanin
- Cryptophyta: Phycoerythrin-545 und r-Phycocyanin
- Rotalgen: r-Phycocyanin, r,b-Phycoerythrin, Allophycocyanin